# HTML редактор
HTML редакторът е софтуерно приложение за създаване на уеб страници. Въпреки че HTML маркерите на една уеб страница могат да бъдат написани с всеки текстов редактор, специализираните HTML редактори предлагат удобство и допълнителна функционалност. Например много HTML редактори работят не само с HTML, но също и със свързаните технологии каквито са CSS, XML и JavaScript или ECMAScript.
Най-популярните текстови редактори са:
- Notepad (обик.)(вграден в Windows)
- Notepad++
- Dreamweaver 8/MX2004 и много други